# Bugatti (команда Формули-1)

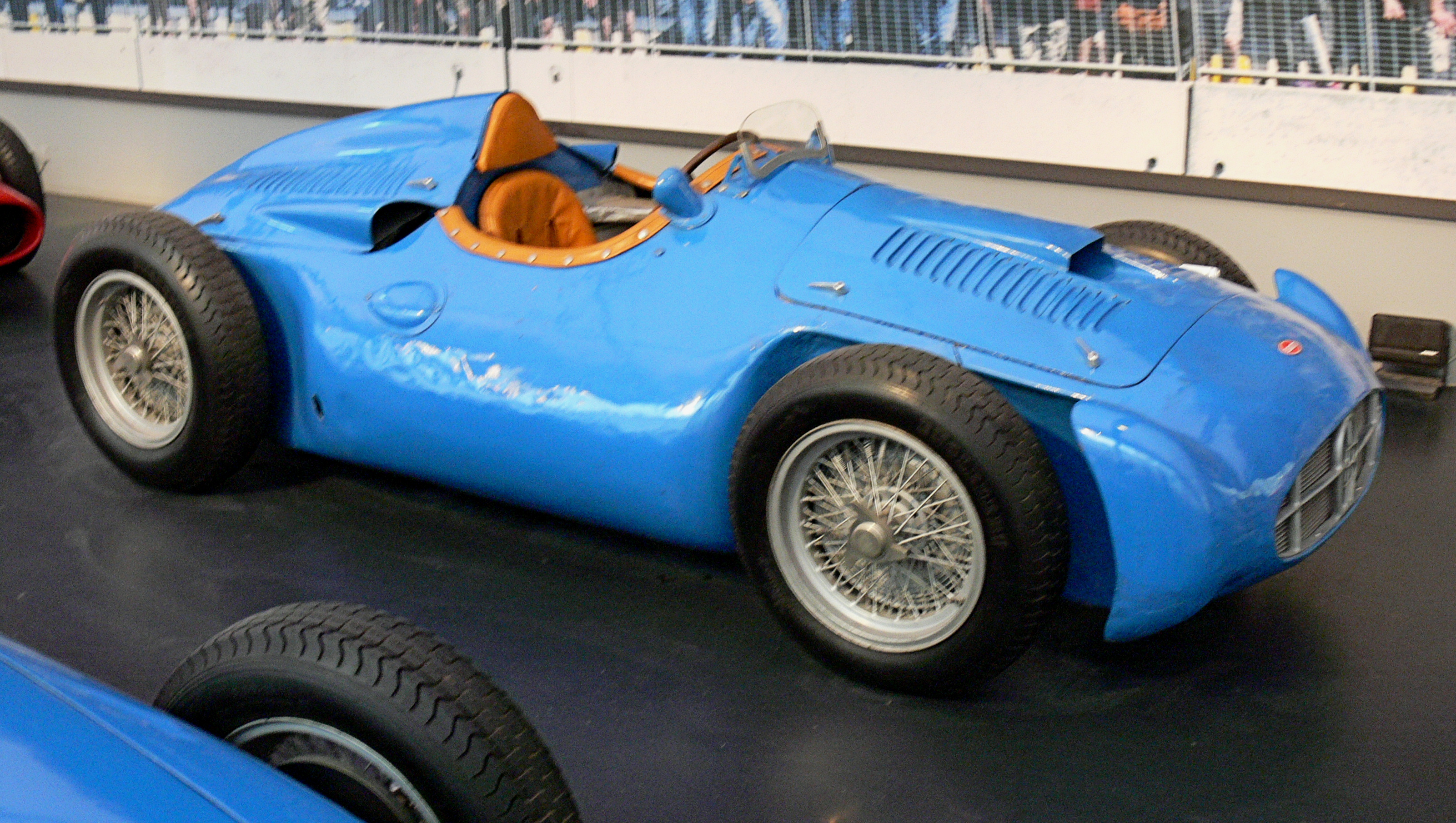

Automobiles Bugatti — французька команда «Формули-1», яка брала участь лише в одному Гран Прі «Формули-1» — 1956 року.
| Automobiles Bugatti         |                       |
| --------------------------- | --------------------- |
| База                        | Мольсайм, Франція     |
| Пілот                       | Моріс Трентіньян      |
| Шини                        | Dunlop                |
| Історія виступів у Формула1 |                       |
| Дебют                       | Гран Прі Франції 1956 |
| Участь у перегонах          | 1                     |
| Найкращий результат         | 18                    |

## Відродження
Після смерті Етторе Бугатті в 1947 році, керівний пост у товаристві обійняв його син Роланд. Після війни Bugatti знову вирішили відновити свою спортивну програму і на чемпіонат світу «Формула-1» 1956 року був представлений новий гоночний болід.
У 1952 році П'єр Марко, технічний директор марки, найняв Джоаккіно Коломбо — відомого італійського інженера. Він і зайнявся розробкою гоночного Bugatti Type 251 для світового чемпіонату. Автомобіль обладнувався рядним 8-циліндровим двигуном із двома розподільними валами в головці блока циліндрів, об'ємом 2486 см3, потужністю 230 кінських сил і 8000 об/хв і 275—280 к.с. при 9000 об/хв. Двигун розташовували поперечно, позаду пілота, що на той час було новим рішенням. Було виготовлено 2[~ 4]екземпляри. Упродовж чотирьох років розробки було витрачено 250 тис. $ і 200 тис. людино/год. Пілотом стайні став 39-річний французький пілот Моріс Трентіньян, котрий заради роботи в Bugatti покинув конюшню Ferrari.
Восени 1955 року пройшли перші тести, після чого стало зрозуміло, що автомобіль надто повільний. Розташування паливних баків і невдала підвіска робили болід нестійким і складним в управлінні. Крім того, для 750-кілограмового автомобіля двигун був недостатньо потужний. Для вирішення цих проблем було виготовлено другий прототип із подовженим на 10 мм шасі, а пружини замінили на поперечні ресори.
Команда захотіла представити новий болід на Гран Прі Франції 1956, що проходив на автодромі Реймс-Гу.

## Гран Прі
Тести модернізованого боліда пройшли на Реймс-Гу за декілька тижнів до перегонів. Після тестів Моріс Трентіньян назвав двигун «неперевершеним». Та під час перегонів його найкраще коло було пройдене із середньою швидкістю 180 км/год, тоді як переможець Гран Прі Франції Пітер Коллінз на Ferrari D50 пройшов 61 коло із середньою швидкістю 198 км/год.
Гран Прі Франції проходив 1 липня 1956 року. Моріс Трентіньян на кваліфікації показав 18-й результат серед 20 пілотів, але на 18-му колі змушений був припинити перегони через поломку педалі акселератора.
Після цієї невдачі товариство вирішило припинити свою участь у Сезоні 1956 «Формула-1». У цій невдачі частина вини була на Роланді Бугатті: саме він наполіг на прийнятті Коломбо деяких неоптимальних технічних рішень, як данина традиціям, котрі по правді в товариства були. Але його сучасники говорили про Роланда, жартуючи, що він «такий самий, як і модель 251 — малопотужний і надто важкий».

### Шанс
У 2011 році концерн Volkswagen (який володіє автомобільним товариством Bugatti) заявив, що у 2016 році планує повернутися у «Формулу-1». Можливо, саме марка Bugatti представлятиме концерн у «королеві» автоспорту. Адже серед майже дюжини автомобільних брендів, якими володіє німецький автовиробник, Bugatti має одну з найбільших спортивних автотрадицій у світі, які підтримані численними успіхами. Щоправда, ще у попередника «Формули-1» — Міжнародної серії Гран Прі, хоча ця серія була цілковито європейською. Тож цілком імовірно, що Bugatti повернеться у Великі Призи і вже успішніше, ніж на зорі «Формули-1».